# Eriopyrrha colabristis
Eriopyrrha colabristis is een vlinder uit de familie van de stippelmotten (Yponomeutidae). De wetenschappelijke naam van de soort werd in 1907 gepubliceerd door Edward Meyrick.